# Hemibidessus spiroductus
Hemibidessus spiroductus är en skalbaggsart som beskrevs av K. B. Miller 2002. Hemibidessus spiroductus ingår i släktet Hemibidessus och familjen dykare. Inga underarter finns listade i Catalogue of Life.